# Mirosława Sagun-Lewandowska
Mirosława Sagun-Lewandowska (ur. 29 września 1970 w Słupsku) – mistrzyni Polski w strzelaniu z pistoletu pneumatycznego, dwukrotna mistrzyni Europy, uczestniczka Igrzysk Olimpijskich w Barcelonie (1992), Sydney (2000) i w Pekinie (2008). Zawodniczka Gryfa Słupsk, reprezentowała też barwy Legii Warszawa.

## Życiorys
Treningi strzeleckie rozpoczęła w 1985 r. w Gryfie Słupsk pod okiem trenera Tadeusza Sadowskiego. Już cztery lata później została dwukrotną mistrzynią świata juniorek w Sarajewie (pistolet pneumatyczny 40 strzałów ind. i druż.) i zdobyła brązowy medal na Mistrzostwach Europy w Kopenhadze (pistolet pneumatyczny 40 strzałów druż.) Mistrzyni (1989 r.) i rekordzistka Polski w strzelaniu z pistoletu pneumatycznego (391 pkt na 400 możliwych w 1997 r.) W konkurencji seniorek dwukrotnie zdobyła tytuł mistrzyni Europy: w 1998 r. w Tallinnie (pistolet pneumatyczny 40 strzałów ind.) i w 2000 r. w Monachium (pistolet pneumatyczny 40 strzałów druż.) Wywalczyła też wicemistrzostwo Europy w 1997 r. w Warszawie (pistolet pneumatyczny 40 strzałów druż.) oraz czterokrotnie brązowy medal Mistrzostw Europy: 1994 r. (Strasburg), 1998 r. (Tallinn) i 2005 r. (Tallinn) (pistolet pneumatyczny 40 strzałów druż.) oraz 1997 r. (Warszawa) (pistolet pneumatyczny 40 strzałów ind.)
Trzykrotnie startowała w Igrzyskach Olimpijskich w konkurencji pistolet pneumatyczny 40 strzałów, nie zdobyła jednak żadnego medalu. W 1992 r. w Barcelonie zajęła 7. miejsce w eliminacjach (z wynikiem 381 pkt.) i 8. miejsce w finale (477,8 pkt). W 2000 r. w Sydney została sklasyfikowana na 16-20 miejscu (na 45 startujących) z wynikiem 379 pkt). W 2008 r. w Pekinie po raz trzeci reprezentowała Polskę na igrzyskach olimpijskich w konkurencji strzelanie z pistoletu pneumatycznego (10 metrów, 40 strzałów). W eliminacjach uzyskała 384 punkty, co dało jej awans z 7. pozycji. W finale uzyskała 97,3 pkt i z łącznym wynikiem 481,3 pkt awansowała o dwie pozycje, co dało jej awans na 5. miejsce. W Pekinie Sagun-Lewandowska startowała też w konkurencji pistolet sportowy (25 metrów), w której zajęła 30. miejsce (574 pkt.)
Odznaczona m.in. srebrnym i brązowym Medalem za Wybitne Osiągnięcia Sportowe.
Jest żołnierzem Wojska Polskiego w stopniu starszego marynarza.